# Oxyclaeninae
De Oxyclaeninae is een subfamilie van primitieve, uitgestorven hoefdierachtige zoogdieren die behoren tot de familie Arctocyonidae. De "condylarthen" leefden gedurende het Paleoceen en Vroeg-Eoceen op het noordelijk halfrond. 
Naamgever van de familie is Oxyclaenus. De Oxyclaeninae wordt sinds de negentiende eeuw gebruikt als "vuilnisbaktaxon" voor primitieve arctocyoniden, waaronder Protungulatum. Chriacus en diens verwanten Prothryptacodon en Thryptacodon worden tegenwoordig als aparte onderfamilie, de Chriacinae, beschouwd.